# Gnathotrusia rosina
Gnathotrusia rosina är en fjärilsart som beskrevs av Paul Dognin 1888. Gnathotrusia rosina ingår i släktet Gnathotrusia och familjen praktfjärilar. Inga underarter finns listade i Catalogue of Life.